# Dendrobium citrinum
Dendrobium citrinum är en orkideart som beskrevs av Henry Nicholas Ridley. Dendrobium citrinum ingår i släktet Dendrobium, och familjen orkidéer. Inga underarter finns listade i Catalogue of Life.